# Kuşoturağı, Turhal
Kuşoturağı là một xã thuộc huyện Turhal, tỉnh Tokat, Thổ Nhĩ Kỳ. Dân số thời điểm năm 2011 là 310 người.